# Хуан Мануел Сантос
Хуан Мануел Сантос Калдерон (на испански: Juan Manuel Santos Calderón) е колумбийски политик и президент на Колумбия от 2010 г., носител на Нобелова награда за мир за 2016 „за решителните му усилия да сложи край на продължилата над 50 години гражданска война в страната“.

## Биография

### Ранни години
Роден е на 10 август 1951 година в Богота, Колумбия. Сантос произхожда от влиятелно семейство. Брат на дядо му Едуардо Сантос Монтехо е президент на Колумбия в периода 1938 – 1942 г., както и основател на най-популярния колумбийски вестник „Ел Тиемпо“. Баща му Енрике Сантос Монтехо повече от 50 г. е редактор на „Ел Тиемпо“. Братовчед му Франциско Сантос Калдерон е вицепрезидент на Алваро Урибе (2002 – 2010).
Хуан Сантос се дипломира във военноморското училище в Картахена през 1969 като кадет. По-късно учи икономика и управление в Лондонско училище по икономика и в Харвардския университет.

### Кариера
През 2005 г. е сред основателите на Социалната партия на националното единство (Partido Social de Unidad Nacional), която обединява поддръжниците на политиката на президента Урибе. Днес това е най-голямата политическа партия в Колумбия.
През 2006 г. Сантос е назначен от Урибе за министър на отбраната. По негово време се извършват няколко големи операции срещу ФАРК. Сред тях са въздушният рейд срещу техен лагер на границата с Еквадор на 2 март 2008 г., при който е убит Раул Рейес (лидер на организацията), освобождаването на бившия кандидат за президент Ингрид Бетанкур (държана в плен повече от 6 години) и други.
На изборите за президент през 2010 г. Сантос печели 46,5% срещу своя основен съперник Антанас Мокус и на решителния втори тур печели убедително с почти 70% от гласовете на избирателите, ставайки 40-ият президент на Колумбия. Преизбран за втори мандат на 16 юни 2014 г.